# Triaxos
Triaxos è un videogioco di avventura dinamica pubblicato nel 1987 per Amstrad CPC, Commodore 64 e ZX Spectrum dalla 39 Steps, un marchio della filiale britannica della Ariolasoft. La sua particolarità è di svolgersi in un ambiente fantascientifico tridimensionale dove la gravità può cambiare direzione e le pareti diventare pavimenti.

## Trama
Triaxos è una prigione spaziale di massima sicurezza, difesa da robot combattenti, dove è detenuto l'unico uomo in grado di controllare un'arma potentissima. La missione del protagonista è di liberare il prigioniero e portarlo alla propria astronave. Non ha tempo da perdere, perché dieci minuti dopo che si è introdotto nella struttura, atterra nella prigione anche una sonda mentale nemica che dà la caccia al prigioniero.
Per raggiungere l'obiettivo sarà necessario tra l'altro trovare le quattro parti di un laser speciale per distruggere la sonda, un jet pack per il prigioniero, un comunicatore per richiamare la nave, e una chiave delle difese di Triaxos.

## Modalità di gioco
L'ambiente di gioco è un cubo di 64 stanze, disposte 4 x 4 x 4, a formare un labirinto tridimensionale. La stanza attuale è mostrata come uno spaccato con visuale isometrica statica orientata in diagonale. Sulla destra dello schermo, un piccolo reticolo 3D indica la posizione della stanza rispetto all'intero complesso, e un modello in piccolo della stanza permette di vedere meglio le pareti.
Il personaggio del giocatore si muove a piedi nelle quattro direzioni, qui orientate in diagonale, ed è armato di un laser dall'energia limitata, ricaricabile da apposite torri, e di alcuni esplosivi, ritrovabili anche nelle stanze. La prigione è sorvegliata da robot armati di laser, con 5 possibili livelli di abilità, riconoscibili dal numero stampato sopra. Il protagonista ha una barra dell'energia vitale che si ricarica lentamente da sola e ha una sola vita, ma può procurarsene altre se trova una cabina di clonazione.
Alcune stanze sono dotate di dispositivi sul pavimento chiamati Face-Lift, che se calpestati fanno cambiare l'orientamento della gravità, che può così variare in tre direzioni assiali. Il personaggio si vede sempre dritto, ma ruota la stanza, così che quella che prima era una delle due pareti visibili diventa il pavimento e viceversa. Di conseguenza le porte diventano buchi nel pavimento e viceversa. I buchi si possono utilizzare per gettarsi al piano sottostante, ma le cadute di due o più piani sono mortali, nel caso ci fossero più buchi sovrapposti. Gli esplosivi si possono usare per aprire ulteriori varchi nel pavimento, da usare poi come buchi o, cambiando la gravità, come porte.
Se si trova il prigioniero, poi questi segue spontaneamente il giocatore. Si ha a disposizione mezz'ora di tempo reale per completare la missione.